# جامع الشيخ ضاهر
جامع الشيخ ضاهر ويقع في حي الشيخضاهر في مدينة اللاذقية في سوريا.

## لمحة تاريخية
بناه الحاج (مصطفى ومحمد ابني إبراهيم فرحات) سنة 1201هـ/1787م. وقد كتب هذا على لوحة حجرية فوق عتبة الباب الخارجي، وتحت هذا النقش نقش آخر دائري صغير ضمنه كلمة (بالله).

## وصف معماري
يتألف الجامع من صحن مكشوف كان يوجد وسطه قبر الشيخ ضاهر، وهو قبر مستطيل بارتفاع متر تقريباً رمم وغطي حديثاً بالرخام الأسود المعرق، في الجهة الشرقية من الصحن سلم حجري يصعد منه إلى المئذنة وهي مئذنة صغيرة تقع في الزاوية الشمالية الشرقية من سطح الحرم، وفي الجزء الغربي من الواجهة الشمالية سلم حجري آخر يصعد منه إلى سطح الجامع، أما حرم الجامع فهو عبارة عن بهو مستطيل يقوم على قناطر.